# Éthanethiol
L'éthanethiol ou mercaptan éthylique (sa dénomination commune) ou SultanT est un liquide incolore, de la famille des thiols (ou mercaptans). Il peut être présent dans les pétroles et gaz naturels riches en soufre (qui doivent alors être nettoyés avant d'être vendus).
Il a une forte odeur évoquant selon les teneurs l'œuf pourri, l'ail et l'oignon. L'odeur de ce gaz à l'état de traces est familière en France à ceux qui utilisent le gaz naturel ou le propane dans leur gazinière, car il est utilisé à l'état de trace comme additif dans ces gaz, normalement inodores, pour leur adjoindre une odeur spécifique facilitant la détection de fuites. 

La formule chimique de l'éthanethiol est C2H5SH  
Selon le Livre Guinness des records, édition 2000, l'éthanethiol serait la « substance la plus puante » du monde.
L'éthanethiol est le produit odorant volatil issu de l'éthionine contenue dans la pulpe du durian et qui lui donne son odeur nauséabonde.    

## Toxicité, écotoxicité
L'éthanethiol est toxique et écotoxique à partir d'une certaine dose.
Chez l'humain, il cause des maux de tête, des nausées ainsi qu'un manque de coordination, puis des dommages au foie et aux reins pouvant conduire à la mort. 
Les traces de ce gaz adjointes au gaz naturel ne sont pas réputées dangereuses. 
Sa valeur limite d'exposition (VLE) en France est de 0,5 ml/m³. 
Sa limite de détection olfactive est d'environ 0,002 ppm. 
La dose létale pour l'être humain n'est pas connue (par manque de retour d'expérience), mais il existe des données pour les rats et souris. 
- DL50 Souris (voie orale) : 1 500 mg·kg-1
- CL50 Souris : 2 770 ppm pour 4 heures.

## Risques d'inflammation ou explosion
L'éthanethiol est un acide faible et est soluble dans l'eau, l'éthanol et le benzène.

Il réagit violemment avec les acides et les bases fortes ainsi que les oxydants au point qu'une telle réaction peut provoquer un incendie ou une explosion. 
Ses produits de la combustion sont toxiques (monoxyde de carbone, oxydes de soufre…) En cas d'incendie, il est recommandé d'utiliser du dioxyde de carbone ou des mousses d'alcool pour éteindre le feu. 
L'usage d'eau est déconseillé car l'éthanethiol peut réagir à haute température et former du sulfure d'hydrogène.